# John Shumate
John Henry Shumate (Greenville, 6 aprile 1952 – 3 febbraio 2025) è stato un cestista e allenatore di pallacanestro statunitense, professionista nella NBA.

## Carriera
Venne selezionato dai Phoenix Suns al primo giro del Draft NBA 1974 (4ª scelta assoluta).

## Statistiche

### NBA

#### Regular season
| Anno      | Squadra           | PG  | PT | MP   | TC%  | 3P% | TL%  | RP  | AP  | PRP | SP  | PP   |
| --------- | ----------------- | --- | -- | ---- | ---- | --- | ---- | --- | --- | --- | --- | ---- |
| 1975-1976 | Phoenix Suns      | 43  | -  | 21,6 | 55,0 | -   | 62,8 | 5,6 | 1,4 | 1,0 | 0,4 | 11,3 |
| 1975-1976 | Buffalo Braves    | 32  | -  | 32,7 | 57,5 | -   | 67,8 | 9,8 | 2,0 | 1,2 | 0,6 | 12,2 |
| 1976-1977 | Buffalo Braves    | 74  | -  | 35,1 | 50,2 | -   | 67,1 | 9,5 | 2,1 | 1,2 | 1,1 | 15,1 |
| 1977-1978 | Buffalo Braves    | 18  | -  | 32,8 | 49,7 | -   | 74,7 | 7,1 | 3,2 | 0,8 | 0,5 | 12,4 |
| 1977-1978 | Detroit Pistons   | 62  | -  | 35,0 | 50,8 | -   | 79,7 | 8,9 | 2,0 | 1,2 | 0,7 | 15,5 |
| 1979-1980 | Detroit Pistons   | 9   | -  | 25,3 | 53,8 | -   | 68,0 | 7,8 | 1,0 | 1,0 | 0,6 | 9,7  |
| 1979-1980 | Houston Rockets   | 29  | -  | 11,4 | 53,1 | -   | 75,0 | 2,7 | 0,8 | 0,3 | 0,3 | 3,5  |
| 1979-1980 | San Antonio Spurs | 27  | -  | 28,8 | 52,5 | 0,0 | 78,2 | 7,9 | 1,9 | 0,9 | 1,1 | 14,5 |
| 1980-1981 | San Antonio Spurs | 22  | -  | 23,6 | 43,8 | -   | 72,6 | 4,0 | 1,1 | 1,0 | 0,4 | 7,5  |
| 1980-1981 | Seattle S.Sonics  | 2   | -  | 4,0  | 0,0  | -   | 66,7 | 0,5 | 0,0 | 0,0 | 0,0 | 1,0  |
| Carriera  | Carriera          | 318 | -  | 28,9 | 51,6 | 0,0 | 72,0 | 7,5 | 1,8 | 1,0 | 0,7 | 12,3 |

#### Play-off
| Anno     | Squadra           | PG | PT | MP   | TC%  | 3P% | TL%  | RP  | AP  | PRP | SP  | PP   |
| -------- | ----------------- | -- | -- | ---- | ---- | --- | ---- | --- | --- | --- | --- | ---- |
| 1976     | Buffalo Braves    | 9  | -  | 40,2 | 58,7 | -   | 50,0 | 8,6 | 2,8 | 1,0 | 1,4 | 14,1 |
| 1980     | San Antonio Spurs | 3  | -  | 26,0 | 56,3 | -   | 53,7 | 4,3 | 1,7 | 1,3 | 1,3 | 7,0  |
| Carriera | Carriera          | 12 | -  | 36,7 | 56,3 | -   | 53,7 | 7,5 | 2,5 | 1,1 | 1,4 | 12,3 |

## Palmarès

### Giocatore
- MVP NIT (1973)
- NCAA AP All-America First Team (1974)
- NBA All-Rookie First Team (1976)
- Migliore nella percentuale di tiro NBA (1976)